# Anarho-capitalism

Simbolul anarho-capitalist

Anarho-capitalismul este un curent în gândirea politică, dezvoltat în a doua jumătate a secolului XX, în special în urma muncii unor teoreticieni proeminenți, precum Murray Rothbard, reprezentant al Școlii Austriece, sau economistul David Friedman, fiul laureatului Nobel pentru economie, Milton Friedman.
Anarho-capitalismul nu trebuie confundat cu alte forme de anarhie, care resping capitalul, ca sursă de putere. Dimpotrivă, anarhia de piață (free market anarchy) se înscrie în tradiția liberală radicală și respinge controlul statului în economie.

## Sinteză doctrinară
Doctrina anarho-capitalistă propune eliminarea statului, și înlocuirea lui completă cu piața liberă; funcțiile obișnuite ale statului (represiunea contra criminalilor, justiția, armata, etc.) vor fi oferite de agenții pieței libere.
Anarho-capitaliștii doresc o societate bazată pe acorduri voluntare și pe schimburi voluntare de proprietăți și servicii. În același timp, ei recunosc și acceptă filantropia ca pe un act natural, cu condiția ca intenția să fie voluntară, fără constrângeri. Anarho-capitaliștii cred că singura cale morală de a obține o proprietate (fie ea bani, bunuri de consum, pământ, sau bunuri de capital) este prin comerț liber, cadou, sau prin transformarea prin muncă a unei proprietăți ne-deținute de nimeni, și în nici un caz prin agresiune sau fraudă.
În plan economic, anarho-capitaliștii îmbrățișează doctrina laissez-faire. În schimb, capitalismul contemporan este considerat de Rothbard un "capitalism de stat", ce se bazează pe un parteneriat între întreprinzători și guvern, acesta din urmă folosind mijloace coercitive pentru a controla piața liberă în favoarea diverselor grupuri economice sau sociale.
Respingerea statului și a tuturor instituțiilor sale pornește de la premisa că statul deține un monopol asupra utilizării forței, pe care îl folosește pentru a-și deposeda cetățenii de proprietățile lor (prin impozitare sau expropriere), pentru a purta războaie, pentru a favoriza unele grupuri pe cheltuiala altora ori pentru a crea o clientelă politică dependentă, întreținută din impozite.

## Sistemul anarho-capitalist

### Proprietatea privată
Pentru anarho-capitaliști, proprietatea privată este o componentă indisociabilă a libertății, justificată de dreptul asupra propriei persoane și asupra fructelor muncii:
"Fiecare om este unicul proprietar asupra corpului său, ca și asupra tuturor locurilor și bunurilor din natură pe care le ocupă sau le pune spre folosință prin intermediul acestuia, cu condiția ca nimeni altcineva să nu fi ocupat sau folosit deja acele locuri sau bunuri înaintea lui. [...] Odată ce un loc sau bun au fost achiziționate de cineva, care, citându-l pe John Locke, și-a îmbinat munca cu acestea, proprietatea asupra acestora poate fi dobândită apoi numai prin mijloace voluntare, contractuale, prin transferul de la proprietarul inițial la proprietarul ulterior."
Aceasta este diferența centrală între anarho-capitaliști și restul anarhiștilor, ale căror teorii implică o colectivizare a produselor muncii și distribuirea lor după nevoile fiecăruia. Anarho-capitaliștii susțin proprietatea individuală asupra roadelor muncii omului, indiferent de nevoile altora: "Dacă omul are dreptul de proprietate asupra propriului corp și dacă el trebuie să transforme obiecte materiale din natură pentru a supraviețui, atunci el are și dreptul de proprietate asupra produselor pe care le-a transformat."
Dreptul deplin al fiecăruia la proprietatea asupra muncii sale este un alt motiv pentru care acest curent politic respinge existența statului:
"În afară de excluderea activităților precum crima, violul, încălcarea proprietății, tâlhăria, furtul și frauda, etica proprietății private este de asemeni incompatibilă cu existența statului, definit ca o agenție care deține un monopol teritorial coercitiv, cu împuternicire jurisdicțională absolută și cu dreptul de a impune taxe."

### Principiul non-agresiunii
Anarho-capitalismul, în maniera în care a fost formulat de Rothbard, consideră drept piatră de temelie principiul non-agresiunii. Perspectiva lui Rothbard pornește de la dreptul de proprietate asupra propriei persoane, și de la constatarea "falsificării" alternativelor acesteia: fie un grup de oameni pot deține în proprietate un alt grup de oameni, fie nimeni nu poate avea proprietate asupra sinelui. El arată că mai există și o a treia alternativă: proprietatea simultană a fiecăruia asupra sinelui, pe care o găsește și axiomatică, și universală (spre deosebire de celelalte două, incapabile de a fonda un drept natural care să guverneze peste toți oamenii, indiferent de loc și timp).
Principiul non-agresiunii reprezintă, în practică, o interzicere a folosirii forței sau a amenințării cu uzul forței, împotriva persoanelor (vătămarea corporală, crima) sau proprietăților persoanelor (frauda, furtul, taxele). Anarho-capitaliștii resping statul și pe motiv că acesta încalcă principiul non-agresiunii, din moment ce statul ar deține un monopol coercitiv asupra uzului discreționar al forței, ar reprezenta unicul standard al justiției și ar fi unica entitate care își derivă veniturile din agresiunea legalizată.
"Definesc societatea anarhistă ca pe una în care nu există posibilități legale pentru agresiune îndreptată împotriva persoanei sau proprietății oricărui individ. Anarhiștii se opun statului întrucât acesta conține în însăși natura sa agresiunea."
Unii anarho-capitaliști acceptă principiul non-agresiunii ca pe o valoare morală intrinsecă, sau ca parte a dreptului natural. Definiția rothbardiană a anarhismului este formulată în chiar termenii non-agresiunii: "anarhismul este un sistem care nu permite temei legal pentru agresiune", și "ceea ce anarhismul își propune este abolirea statului, adică abolirea agresiunii coercitive instituționalizate". 
Alții, precum David Friedman, privesc această problemă dintr-un unghi utilitarist: ei nu susțin că agresiunea este intrinsec imorală, ci că o legislație anti-agresiune poate fi derivată numai dintr-un contract între părți care se pun de acord să se abțină de la acte agresive una contra celeilalte. Această raportare diferită la noțiunea de agresiune îi împarte pe anarho-capitaliști în jusnaturaliști și utilitariști.

## Lecturi
1. Albert Jay Nock, Our Enemy, the State - analizează originile libertății americane și natura guvernelor autoritare.
2. Auberon Herbert⁠(d), The Right and Wrong of Compulsion by the State
3. Bruce L. Benson⁠(d), The Enterprise of Law: Justice Without The State[5]
  - To Serve and Protect: Privatization and Community in Criminal Justice
4. David D. Friedman, The Machinery of Freedom
5. Edward Stringham⁠(d), Anarchy and the Law: The Political Economy of Choice
6. George H. Smith⁠(d), „Justice Entrepreneurship in a Free Market”. Journal of Libertarian Studies, 3, 405-426.[6]
7. Gerard Casey⁠(d), Libertarian Anarchy: Against the State
8. Hans-Hermann Hoppe, Anarcho-Capitalism: An Annotated Bibliography
  - A Theory of Socialism and Capitalism
  - Democracy: The God That Failed
  - The Economics and Ethics of Private Property
9. Herbert Spencer, Social Statics
10. Linda and Morris Tannehill, The Market for Liberty⁠(d)
11. Michael Huemer, The Problem of Political Authority
12. Murray Rothbard (fondatorul anarho-capitalismului):
  - For a New Liberty: The Libertarian Manifesto (în română Pentru o nouă libertate: Manifestul libertarian, editura Institutul Ludwig von Mises România, 2020)[7]
  - Man, Economy, and State: A treatise on economic principles
  - The Ethics of Liberty
  - Power and Market
  - What Has Government Done to Our Money? (în română Ce le-a făcut Statul banilor noștri?, editura Institutului Ludwig von Mises România, 2005)[8]

## Resurse web
1. Freedomain Radio - cel mai mare sit anarho-capitalist
2. Liberalism.ro Arhivat în 7 martie 2006, la Wayback Machine. - situl unei asociații românești fondată pe principiile liberalismului clasic; unii dintre cei ce publică pe sit sunt anarho-capitaliști
3. Institutul Ludwig von Mises România - situl lor conține articole și cărți scrise de Murray Rothbard și Hans-Hermann Hoppe
4. Institutul Ludwig von Mises - internațional - conține inclusiv lucrări integrale ale scriitorilor anarho-capitaliști, printre care și tratatul lui Murray Rothbard, Man, Economy, and State
5. Blogul lui Stefan Molyneux - un filozof anarho-capitalist